# جون بينتو (سياسي)
جون بينتو (بالإنجليزية: John Pinto)‏ هو سياسي أمريكي، ولد في 15 ديسمبر 1924 في الولايات المتحدة. حزبياً، نشط في الحزب الديمقراطي. وقد انتخب عضو مجلس ولاية نيومكسيكو.